# Tusker FC
Tusker FC is een Keniaanse voetbalclub uit de hoofdstad Nairobi. Op twee na is de club de succesvolste van Kenia. Tusker is onderdeel van East African Breweries en is ook een bekend biermerk. Tot 1999 was de naam Kenya Breweries.

## Erelijst
Landskampioen
1972, 1977, 1978, 1994, 1996, 1999, 2000, 2007, 2011, 2012, 2016, 2021, 2022
Beker van Kenia
Winnaar: 1975, 1989, 1993
Finalist: 1988, 2005
CECAFA Cup voor clubs
Winnaar:1988, 1989, 2000, 2001
Finalist: 1997
CAF Beker der Bekerwinnaars
Finalist: 1994